# Huracán Igor
El huracán Igor fue un huracán de tipo Cabo Verde y el ciclón tropical más destructivo que se haya registrado en la isla canadiense de Terranova. Se originó en una amplia zona de baja presión que se movió frente a la costa occidental de África el 6 de septiembre de 2010. Siguiendo lentamente hacia el oeste, se convirtió en una depresión tropical el 8 de septiembre y se fortaleció en una tormenta tropical poco después. La mayor cizalladura del viento detuvo temporalmente la intensificación durante los días siguientes. Sin embargo, el 12 de septiembre se produjo una intensificación explosiva e Igor alcanzó el estatus de categoría 4 en la escala de huracanes de Saffir-Simpson (EHSS). Para entonces, Igor ya había comenzado un giro prolongado alrededor de la periferia occidental de la cordillera subtropical. Luego de convertirse en el ciclón más fuerte de la temporada, con vientos máximos sostenidos de 155 mph (250 km/h), comenzó a ingresar a un área para continuar fortaleciéndose. Igor se debilitó gradualmente antes de tocar las Bermudas como un huracán mínimo el 20 de septiembre. Después de girar hacia el noreste, el sistema comenzó una transición extratropical, que completó poco después de golpear el sur de Terranova. Los restos de Igor fueron absorbidos más tarde por otro ciclón extratropical sobre el Mar de Labrador el 23 de septiembre.
Mientras el huracán pasó sobre mar abierto, produjo grandes oleajes que provocaron la muerte de cuatro personas: dos en el Caribe, una en Terranova y una en Estados Unidos. Cuando pasó al oeste de Bermuda como un huracán mínimo, los daños se limitaron principalmente a árboles y líneas eléctricas, con aproximadamente 27.500 residencias sin electricidad. Las pérdidas totales en el territorio fueron de menos de US$500,000. Sin embargo, en Terranova, Igor provocó graves daños, que se afirma que son los peores jamás vistos en algunas áreas. Grandes tramos de carreteras quedaron completamente arrasados por las inundaciones, incluida una parte de la autopista Trans-Canada, lo que aisló a aproximadamente 150 comunidades. En toda la región, una persona murió y los costos de los daños ascendieron a un récord de 200 millones de dólares canadienses. A raíz de la tormenta, se desplegó personal militar para ayudar en los esfuerzos de recuperación y distribución de ayuda.

## Historia meteorológica
El huracán Igor se identificó por primera vez como una amplia zona de baja presión que acompaña a una onda tropical sobre África occidental a principios de septiembre de 2010. Siguiendo casi hacia el oeste, el sistema emergió en el Océano Atlántico oriental el 6 de septiembre. Se desarrolló gradualmente a medida que la convección se consolidó alrededor de su centrar. A las 06:00 UTC del 8 de septiembre, se consideró que la baja estaba suficientemente organizada para ser clasificada como depresión tropical mientras se encontraba aproximadamente a 90 millas (140 km) al sureste de Cabo Verde. Alcanzando vientos huracanados seis horas más tarde, la depresión se intensificó hasta convertirse en tormenta tropical y posteriormente fue nombrada Igor por el Centro Nacional de Huracanes (NHC).
El desarrollo de Igor disminuyó rápidamente una vez que fue nombrado, ya que una perturbación cercana produjo una cizalladura moderada del viento sobre la tormenta, desplazando la convección de su centro. Incrustado en una vaguada monzónica sobre el Atlántico oriental, el sistema mantuvo una trayectoria lenta hacia el oeste mientras se debilitaba hasta convertirse en depresión tropical el 9 de septiembre. La intensificación se reanudó al día siguiente una vez que disminuyó la cizalladura, mientras que el factor de dirección dominante se desplazó hacia una cresta de la troposfera media hacia el norte. de Igor; permanecería así durante el resto de la existencia del ciclón. Al contrario de su movimiento anterior, el movimiento de avance de la tormenta aumentó notablemente. Tras el desarrollo de una característica ocular intermitente y una convección constante alrededor de su centro,  Igor se convirtió en un huracán alrededor de las 00:00 UTC del 12 de septiembre.
Una vez clasificado como huracán, Igor se sometió a una intensificación explosiva durante las siguientes 24 horas. Durante este tiempo, las estimaciones satelitales indicaron que los vientos de la tormenta aumentaron de 75 mph (120 km/h) a 150 mph (240 km/h) y su presión barométrica disminuyó en 52 mbar (hPa; 1.53 inHg). Cerca del final de esta fase, los pronosticadores del Centro Nacional de Huracanes (NHC) predijeron que Igor alcanzaría el estatus de categoría 5, la clasificación más alta en la escala de huracanes de Saffir-Simpson. Con un ojo simétrico de 27 km (17 mi) de ancho, convección profunda y bandas en espiral, Igor mantuvo la intensidad de categoría 4 durante casi cinco días. Se produjeron fluctuaciones menores durante este período a medida que ocurrieron múltiples ciclos de reemplazo de la pared del ojo. Después del primero de estos ciclos, se estima que el huracán alcanzó su fuerza máxima alrededor de las 00:00 UTC del 15 de septiembre, con vientos sostenidos de 1 minuto de 155 mph (250 km/h) y una presión central mínima estimada de 924 mbar. (hPa; 27,29 inHg).

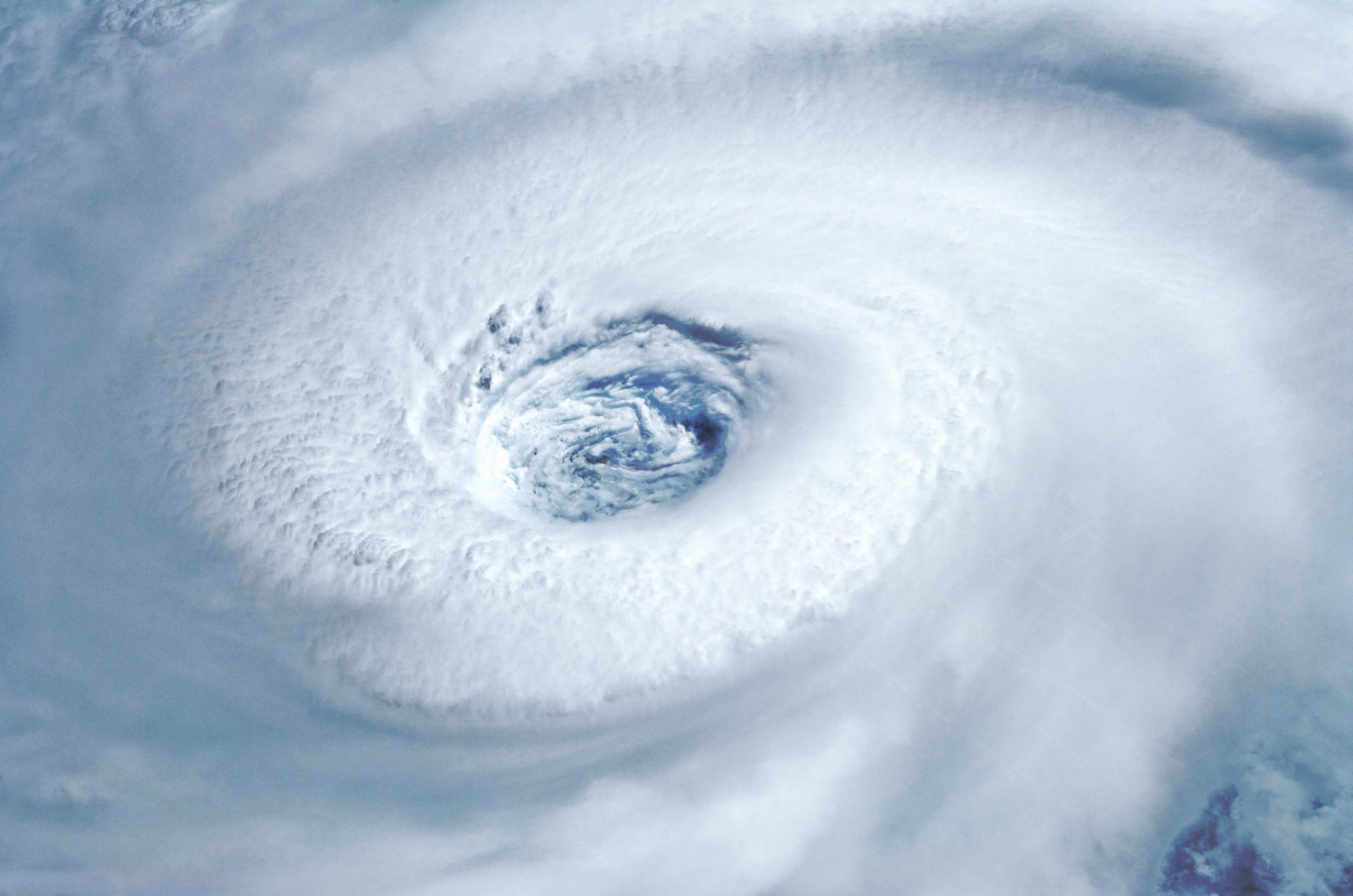
Fotografía del ojo del huracán Igor el 14 de septiembre desde la Estación Espacial Internacional

Pasando aproximadamente 345 millas (555 km) al noreste de las Islas de Sotavento el 17 de septiembre, Igor se debilitó gradualmente a medida que experimentó un aumento de la cizalladura del viento y la intrusión de aire seco. Durante los siguientes días, la tormenta se curvó hacia el norte y se volvió excesivamente grande, con vientos con fuerza de tormenta tropical cubriendo un área de aproximadamente 865 millas (1,390 km) de ancho. Debido a un sesgo sobrestimado en la intensidad de Igor, los pronósticos del Centro Nacional de Huracanes (NHC) mostraron que la tormenta golpearía a las Bermudas como un gran huracán. Sin embargo, el debilitamiento fue más marcado de lo previsto, y cuando su centro se acercó al territorio el 20 de septiembre, los vientos disminuyeron a 75 mph (120 km/h). Igor hizo su aproximación más cercana a las Bermudas alrededor de las 02:30 UTC, pasando aproximadamente 40 millas (65 km) al oeste-noroeste.
Una vez al norte de las Bermudas, Igor comenzó a experimentar una transición extratropical a medida que giraba hacia el noreste. Aunque la convección profunda ya no se encontraba de manera constante en su centro, la tormenta mantuvo la intensidad del huracán como lo respaldan los datos de los cazadores de huracanes. Acelerando a lo largo del borde de ataque de una vaguada sobre los Marítimos canadienses, la tormenta se intensificó dentro de una zona baroclínica a medida que se acercaba a Terranova. La interacción entre estos dos sistemas permitió que el huracán se fortaleciera a pesar de moverse sobre la disminución de las temperaturas de la superficie del mar. Después de girar hacia el noroeste entre Labrador y Groenlandia, el centro de Igor se dividió el 22 de septiembre, y la nueva baja hacia el oeste se volvió rápidamente más poderosa. Temprano el 23 de septiembre, los restos de Igor fueron absorbidos por el nuevo ciclón extratropical, dentro del Mar de Labrador. Durante los siguientes días, esta tormenta se movió lentamente hacia el este, antes de ser absorbida por otra baja en desarrollo hacia el este el 27 de septiembre, cerca de Groenlandia.

## Preparaciones e impacto

### Cabo Verde e Islas de Sotavento
Al formarse cerca de Cabo Verde, Igor provocó la emisión de alertas de tormenta tropical para las islas del sur el 8 de septiembre. Solo se registraron efectos mínimos cuando la tormenta pasó muy cerca. Una vez que el ciclón se alejó de las islas, los relojes se suspendieron el 9 de septiembre.
Aunque a varios cientos de millas de las Islas de Sotavento, Igor produjo grandes oleajes con un promedio de 9 a 13 pies (2,7 a 4,0 m) de altura, entre el 16 y el 21 de septiembre. También hubo grandes olas rompientes de 15 a 20 pies (4,6 a 6,1 m). o más alto. El período prolongado de este evento resultó en inundaciones costeras menores en St. Croix. Una persona se ahogó cerca de Carambola Beach Resort después de ser superada por grandes olas. Condiciones similares afectaron a Puerto Rico donde otra persona se ahogó. En varias ocasiones, Luquillo fue inundado por las olas, aunque no hubo daños. En la cercana Haití, aún recuperándose de un devastador terremoto en enero, las autoridades advirtieron a los residentes sobre una posible reubicación de "ciudades de tiendas de campaña" a áreas más seguras. Se declaró una alerta naranja en todo el país, lo que indica que las fuertes lluvias podrían provocar inundaciones. Algunas partes de las Antillas Mayores se vieron afectadas por grandes marejadas y corrientes de resaca durante varios días mientras Igor se acercaba a las Bermudas.

### Bermudas

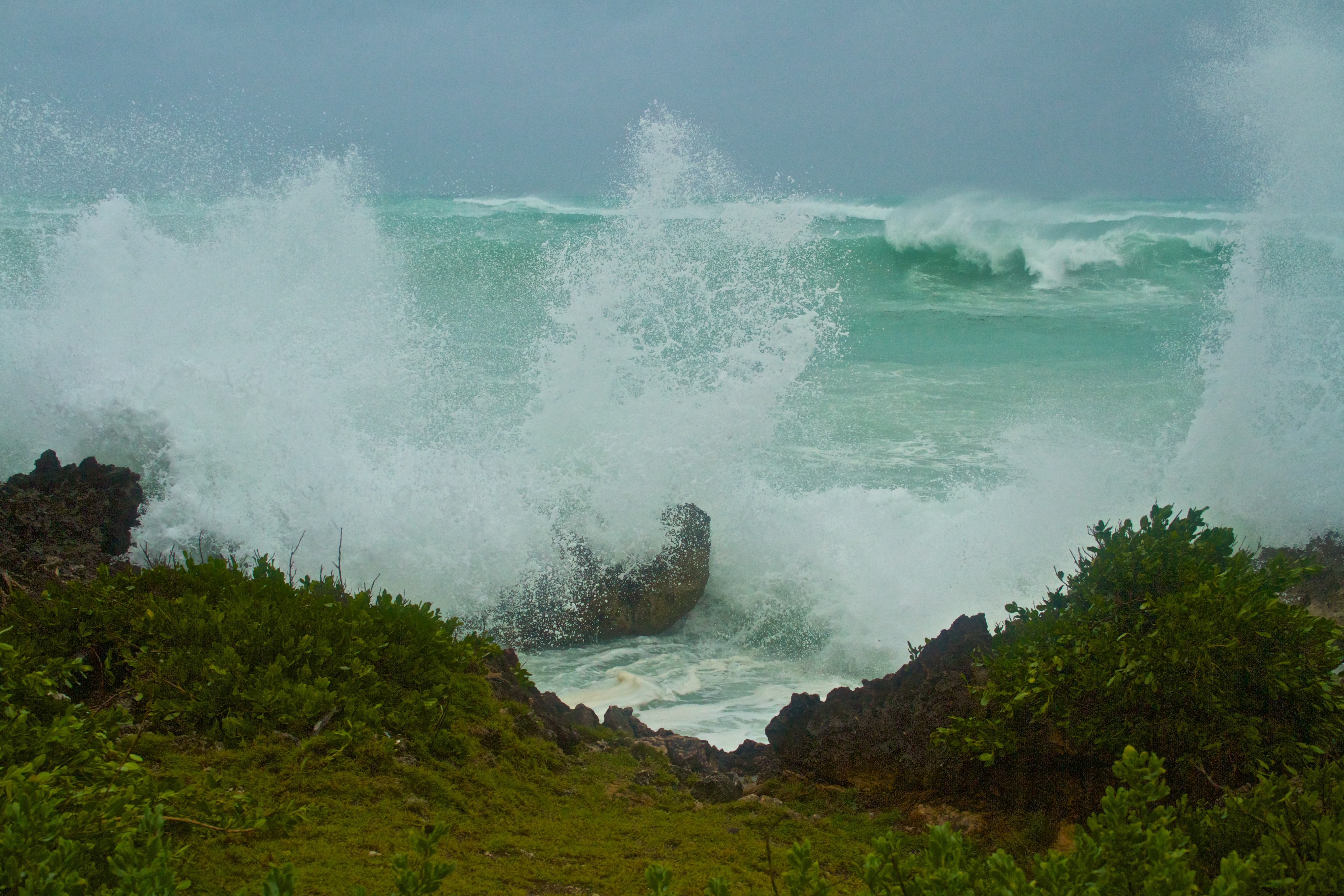
Grandes olas impactaron la costa de las Bermudas durante varios días antes y después del paso de Igor, algunos de los cuales tenían hasta 15 pies (4,6 m) de altura.

Las Bermudas, que durante mucho tiempo se vieron dentro de la trayectoria de Igor, fueron puestas bajo vigilancia de huracán el 17 de septiembre cuando la amenaza se volvió inminente. Más tarde ese día, la vigilancia se actualizó a una advertencia, ya que se anticipó que los vientos con fuerza de huracán impactarían en las islas dentro de las 24 horas. Esto permaneció en su lugar durante casi tres días mientras Igor impactaba a las Bermudas. Después del paso de los vientos huracanados, la advertencia de huracán se cambió a una advertencia de tormenta tropical temprano el 20 de septiembre antes de descontinuarse ese mismo día.
El gobierno de Bermudas cerró sus escuelas y el Aeropuerto Internacional de Bermudas el 20 y 21 de septiembre en previsión de Igor. No se pusieron en marcha planes de evacuación, aunque una escuela secundaria local se convirtió en un refugio para los residentes que se sentían inseguros en sus hogares. Los residentes cubrieron las estructuras con madera contrachapada para proteger las ventanas. Los turistas de la isla que querían escapar de la tormenta se marcharon más de una semana antes de la llegada de Igor. Además, un barco y un helicóptero de la Marina Real Británica estaban estacionados en alta mar para ayudar con los esfuerzos de recuperación una vez que pasó la tormenta. Antes de la llegada de Igor, se temía que el gran huracán fuera peor que el huracán Fabian en 2003 y pudiera "aplanar" el territorio. Estos temores fueron el resultado de los pronósticos del Centro Nacional de Huracanes que indicaron que la tormenta golpearía a Bermudas como un huracán de categoría 3. Sin embargo, tras el análisis posterior a la tormenta, se encontró que el consenso del modelo de pronóstico sobrestimó la intensidad futura de la tormenta.
Aunque se observaron efectos de Igor en Bermudas durante varios días, cayó relativamente poca lluvia, siendo la cantidad más alta 3,19 pulgadas (81 mm). Los vientos demostraron ser el factor más significativo. Los vientos sostenidos alcanzaron 91 mph (146 km/h) y las ráfagas alcanzaron un máximo de 117 mph (188 km/h) en una estación no oficial de AWOS en St. David's Lighthouse. Además, se produjo una marejada ciclónica de 1,75 pies (0,53 m) en St. George's; esto combinado con las mareas para producir una marea de tormenta de más de 4 pies (1,22 m). Cuando llegó la tormenta, el aeropuerto de la isla se cerró antes de lo planeado originalmente debido a la amenaza de tornados. Contra los temores iniciales, Igor dejó relativamente pocos daños en las Bermudas. El impacto más significativo fue el de árboles caídos y líneas eléctricas que cortaron el suministro eléctrico a 27.500 residentes. Se llevaron a cabo algunos rescates de emergencia durante la tormenta, pero no hubo heridos. El puente de la calzada que conecta las islas St. George con la isla principal de las Bermudas sufrió daños menores, dejando un carril cerrado durante varios días. Olas de más de 4,6 m (15 pies) azotaron la costa, rompiendo varios barcos de sus amarres y arrojándolos contra las rocas. Los funcionarios en Bermuda declararon que la mayor pérdida de Igor sería la disminución de los ingresos por turismo luego de un éxodo masivo antes de la llegada del huracán. En todas las islas, los daños causados por la tormenta fueron de menos de 500.000 dólares.

### Estados Unidos
Aunque el acercamiento más cercano de Igor a los Estados Unidos contiguos solo lo acercó a 600 millas (970 km) de tierra, su gran circulación produjo un oleaje significativo a lo largo de toda la costa este. Se emitieron avisos de alta oleaje en Long Island, Nueva York, ya que olas de 6 a 10 pies (1.8 a 3.0 m) afectaron el área. Las corrientes de resaca en Florida sacaron al mar a cuatro personas que luego fueron rescatadas. Una persona se ahogó en Surf City, Carolina del Norte, luego de verse abrumada por un oleaje fuerte. A lo largo de la costa de Nueva Jersey, se informaron olas con un promedio de entre 6 y 9 pies (1,8 y 2,7 m) y peligrosas corrientes de resaca.

### Canadá

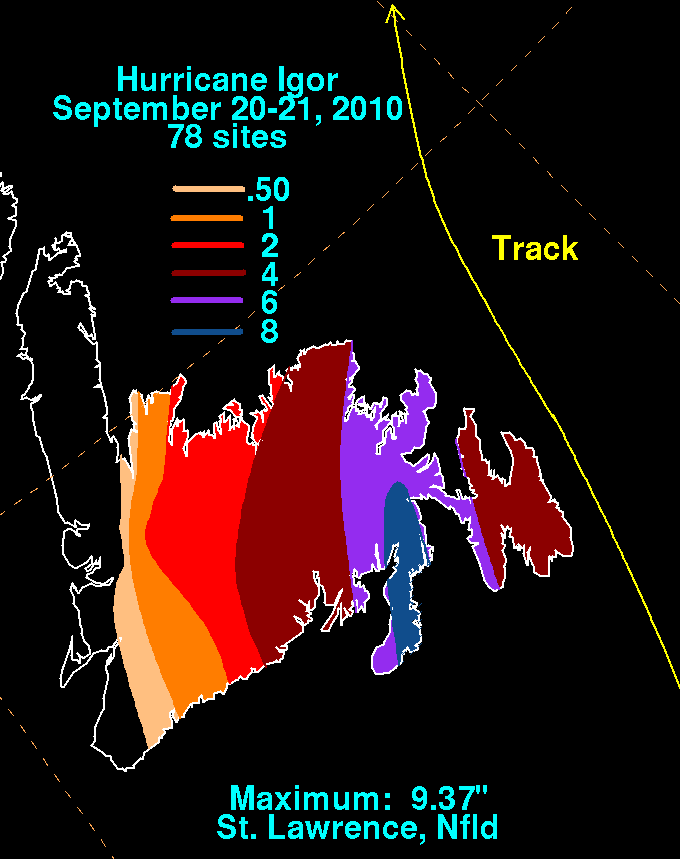
Precipitaciones del huracán Igor en Terranova

El 20 de septiembre, aproximadamente un día antes de la llegada de Igor al Atlántico de Canadá, el Centro Canadiense de Huracanes (CHC) emitió alertas y advertencias de tormenta tropical para el sur de Terranova y el territorio francés de San Pedro y Miquelón. Al día siguiente, la CHC emitió una alerta de huracán para las costas este y norte. Aunque se registraron vientos sostenidos con fuerza de huracán en partes de la isla, no se emitieron advertencias debido a una re-intensificación de la tormenta más fuerte de lo esperado cuando se convirtió en un ciclón extratropical. A principios del 22 de septiembre, todas las advertencias se suspendieron cuando Igor se mudó de la región. En respuesta a la llegada de la tormenta, las escuelas se cerraron y varios vuelos se retrasaron o cancelaron en el Aeropuerto Internacional de St. John's. En alta mar, una plataforma petrolera con 110 personas fue evacuada en su mayoría cerca de la costa de Terranova el 19 de septiembre. En comparación con el huracán Earl dos semanas antes, los medios de comunicación prestaron mucha menos atención a Igor, atribuida a la posibilidad de que saliera al mar.
La combinación de un frente estacionario y una humedad significativa del huracán Igor provocó lluvias torrenciales en partes del este de Terranova, lo que provocó inundaciones generalizadas. En Bonavista, se estimó que cayeron más de 10 pulgadas (250 mm) entre el 20 y el 21 de septiembre. En St. Lawrence, cayeron 238 mm (9.37 pulgadas) de lluvia, lo que clasificó a Igor como el tercer ciclón tropical más húmedo en la historia de Canadá. La naturaleza generalizada de las fuertes lluvias clasificó a la tormenta como un evento de 1 en 100 años. Los vientos en el este de Terranova también se vieron exacerbados por la interacción del frente e Igor. En Cape Pine, cerca de donde siguió el centro del ciclón, vientos sostenidos de 130 km/h (80 mph) y ráfagas de 172 km/h (107 mph) afectaron el área. No se batieron récords de ráfagas o vientos sostenidos; sin embargo, se señaló como un evento de 1 en 50 años incluso teniendo en cuenta las poderosas tormentas invernales. A lo largo de la costa, Igor produjo una marea de tormenta de 3,5 pies (1,1 m). Además, las olas en alta mar alcanzaron alturas inmensas, medidas de hasta 83,6 pies (25,5 m); una boya informó una ola de 92 pies (28 m), pero esos datos están sujetos a análisis adicionales para verificarla.

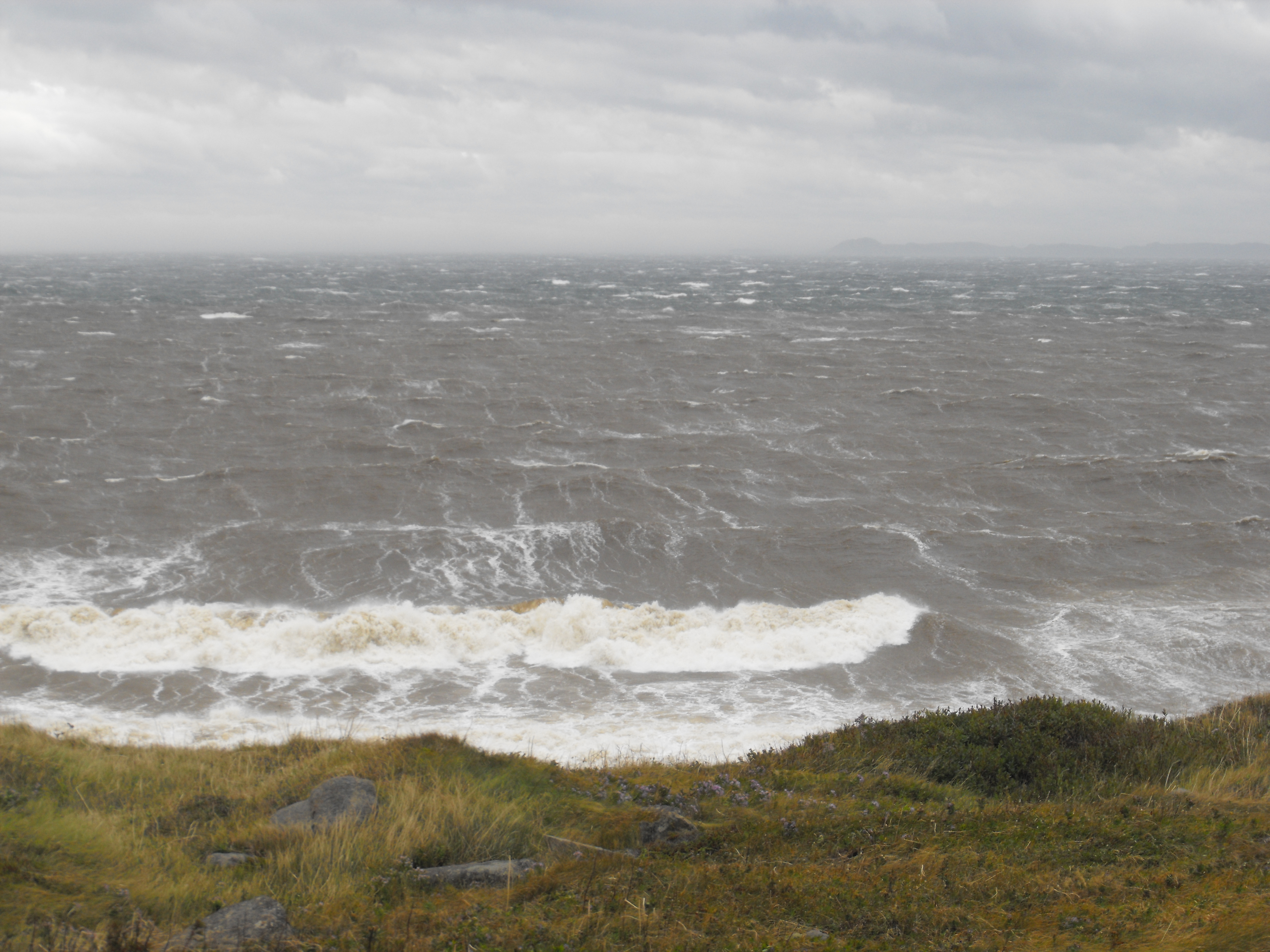
Olas fuertes en Fortune, Terranova y Labrador por el huracán Igor

Los impactos más significativos de Igor se atribuyeron a las lluvias torrenciales, que provocaron escorrentías excesivas e inundaciones repentinas. Varios ríos alcanzaron niveles récord en las penínsulas de Bonavista y Burin, donde muchas carreteras quedaron arrasadas. Se destruyeron puentes enteros, casas y partes de carreteras. En algunos casos, las inundaciones superaron la altura de las casas. En respuesta a las inundaciones generalizadas, Newfoundland Power Inc. advirtió a los residentes que todavía tenían electricidad en la tarde del 21 de septiembre que apagaran su panel eléctrico principal si el agua entraba en su sótano. Partes de St. Bernard's - Jacques Fontaine tuvo que ser evacuado en bote durante la tormenta ya que el agua en aumento inundó algunas áreas de la pequeña ciudad. Partes de Clarenville fueron evacuadas en circunstancias similares después de que se declarara el estado de emergencia para la ciudad. Las líneas de agua y alcantarillado en Sunnyside se rompieron debido a las inundaciones. En Glovertown, las líneas eléctricas caídas provocaron dos incendios, los cuales fueron apagados por los bomberos sin heridos.
Aproximadamente 150 comunidades quedaron temporalmente aisladas debido a que todos los caminos que conducían a ellas sufrieron graves daños o fueron arrasados. El daño general a las carreteras fue considerado "colosal" por Tom Hedderson, el ministro de preparación para emergencias. Una sección de 30 m (100 pies) de la autopista Trans-Canada en el Parque nacional Terra Nova fue severamente erosionada, dejando un gran barranco atrás y desconectando a la población principal de Terranova del resto de la isla. El derrumbe de un puente en la península de Burin dejó a 20.000 personas aisladas del resto de la isla. Las pérdidas de infraestructura pública se estimaron en más de $ 100 millones, atribuidas principalmente a carreteras. En Random Island, un hombre murió cuando su camino de entrada se derrumbó por las inundaciones y fue arrastrado hacia el mar.
Además de los daños por inundaciones, los vientos huracanados derribaron árboles y líneas eléctricas en una amplia región, y muchas casas sufrieron daños en diversos grados. Se estima que 50.000 residencias quedaron sin electricidad. La pequeña comunidad costera de South East Bight sufrió algunos de los daños más importantes por el viento, donde arrojaron al aire cobertizos de pesca enteros. A lo largo de la ruta de senderismo de la costa este, se derribaron unos 5.000 árboles. En total, las pérdidas causadas por el huracán se situaron en 200 millones de dólares, lo que lo clasifica como el ciclón más costoso en la historia de Terranova. En términos de su impacto general, Igor fue considerada como la peor tormenta de origen tropical que azotó Terranova desde el huracán Dos en 1935.

## Sucesos

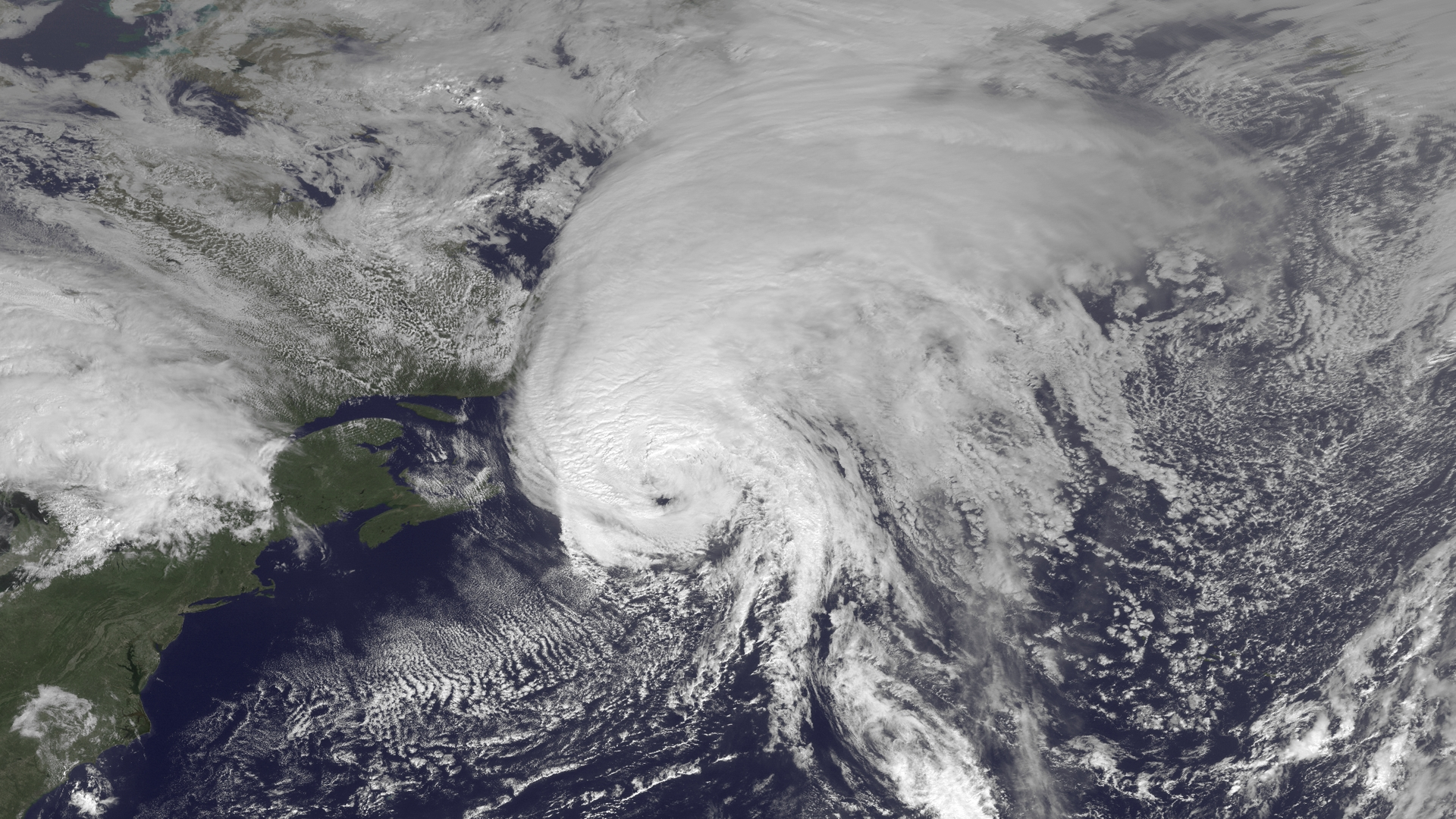
Imagen satelital del huracán Igor el 21 de septiembre cuando tocó tierra en Terranova

A raíz de Igor, se declaró el estado de emergencia para 30 comunidades en Terranova. El alcalde de uno de los pueblos afectados por Igor, Sam Synard, comentó que "nunca antes habíamos visto una tormenta tan violenta". Más de 50 familias fueron reubicadas en refugios de evacuación. La electricidad se restauró gradualmente a los residentes; seis días después del paso del huracán, unos pocos cientos aún tenían que recuperar el poder.
A la luz de los daños generalizados, se contrató a 1.000 efectivos del ejército canadiense para los esfuerzos de recuperación. La operación militar, conocida como Operación Lama, iba a durar el tiempo que dure la fase de emergencia inmediatamente después. Un despliegue inicial de 120 soldados y 40 vehículos llegó el 25 de septiembre desde la Base de las Fuerzas Canadienses Gagetown en Oromocto, New Brunswick. Se llamaron tres barcos y una flota de helicópteros para la distribución de ayuda de emergencia, y los militares establecieron puentes temporales mientras se elaboraban planes a largo plazo para la reconstrucción. La Operación Lama también permitió reparaciones parciales de varios edificios y, simultáneamente, el personal de emergencia inspeccionó aproximadamente 500 millas (900 km) de carreteras en Terranova. El 27 de septiembre, funcionarios del gobierno declararon que llevaría meses completar los esfuerzos de limpieza. Diez días después de la tormenta, seis ciudades seguían aisladas a medida que se avanzaba lentamente en la reconstrucción temporal de carreteras. La asignación de ayuda militar continuó hasta el 6 de octubre, aunque la cantidad de personal en el lugar comenzó a disminuir dos días antes.

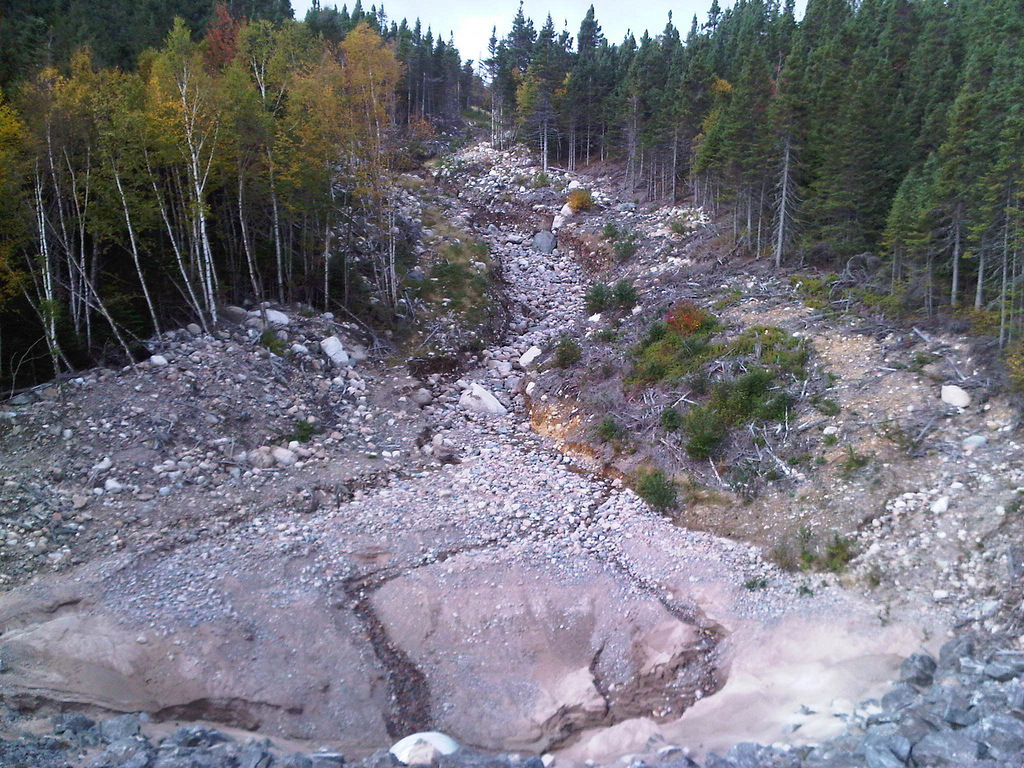
Muchos ríos y arroyos de Terranova sobrepasaron sus orillas, lavando el terreno adyacente.

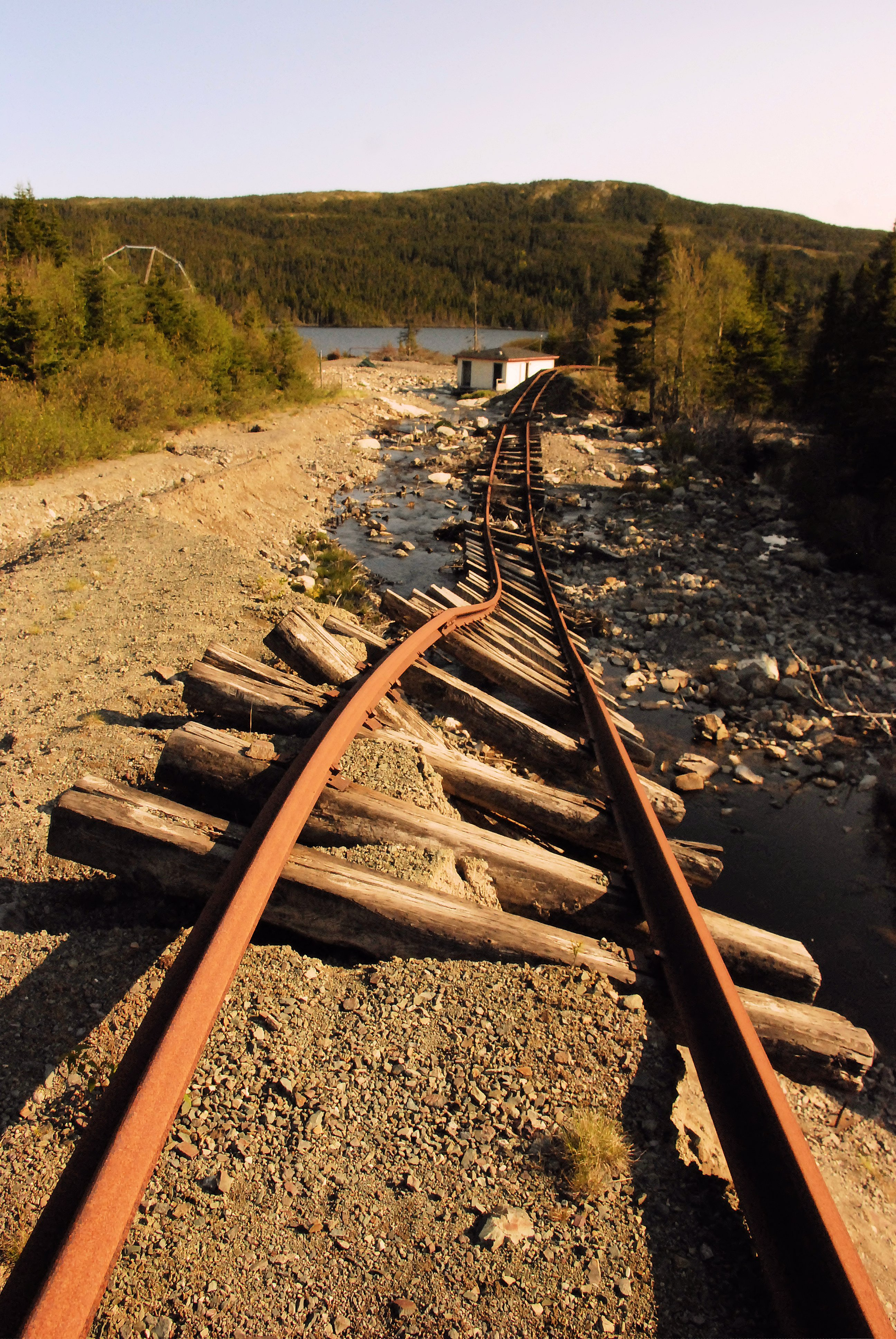
El bucle del tren Trinity en Terranova fue dañado por el huracán Igor

Aproximadamente un mes después de la tormenta, se llevó a cabo un concierto benéfico en St. John's. El concierto recaudó alrededor de $400,000 (2010 CAD) para aliviar la tormenta en una noche. A fines de octubre, el Gobierno de Terranova y Labrador asignó $ 275,000 en fondos para 200 trabajadores que perdieron sus empleos luego de que dos plantas procesadoras de pescado resultaron dañadas en Marystown y Port Union. Sin embargo, los líderes sindicales afirmaron que la asistencia era insuficiente y representaba solo 420 de las 600 horas de trabajo. Luego de más de un año de discusiones, la empresa matriz de la planta, Ocean Choice International, decidió cerrar permanentemente las operaciones el 2 de diciembre de 2011. Se realizaron numerosas reclamaciones de seguros, que alcanzaron los $65 millones a principios de noviembre, tras la llegada del huracán Igor. En el transcurso de la fase de recuperación, varias quejas, incluidas las inquietudes presentadas por los ministros de la iglesia, señalaron que los fondos de ayuda no se estaban distribuyendo lo suficientemente rápido y que el proceso en general estaba demorando demasiado. Aproximadamente diez meses después del huracán, comenzaron los trabajos de reconstrucción permanente de carreteras en varias áreas de la península de Burin. Para el 24 de enero de 2011, el Ejército de Salvación recibió alrededor de $1.6 millones en donaciones, aproximadamente la mitad de las cuales se habían distribuido en ese momento. Los donantes se han comprometido a aportar otros 200.000 dólares.
En junio de 2011, un documento federal que detalla las acciones realizadas por los funcionarios de la provincia se hizo público y provocó más protestas de los residentes afectados por la tormenta. La principal denuncia planteada estaba relacionada con el retraso en la aceptación de las ayudas federales a pesar de la gravedad de los daños. En un correo electrónico enviado el 21 de septiembre de 2010, Denys Doiron, el Oficial de Respuesta y Preparación para Emergencias de la nación, transmitió que los servicios de emergencia locales informaron que Igor era el peor desastre que jamás hayan experimentado. Doiron también declaró que no se hicieron solicitudes de ayuda federal.
El 12 de septiembre de 2011, casi un año después del paso de Igor, se avistó una boya meteorológica de St. John's cerca de las islas Shetland al norte de Escocia. A principios de octubre, Terranova fue nuevamente golpeada por un ciclón tropical: el huracán Ophelia. Aunque fue una tormenta más débil, Ofelia causó más daño de lo esperado ya que destruyó la infraestructura reparada a raíz de Igor. El alcalde de Marystown criticó a los funcionarios del gobierno por no aumentar el tamaño de las reparaciones, especialmente en las alcantarillas, para dar cuenta de las inundaciones.

### Nombre retirado
Debido a los extensos daños en Terranova, el nombre Igor se retiró el 16 de marzo de 2011 a pedido del Servicio Meteorológico de Canadá y nunca más se utilizará para un huracán en el Atlántico. En el informe de Canadá a la Organización Meteorológica Mundial (OMM), se dijo que era una tormenta sin paralelo en la historia de la isla. Esta fue la segunda vez que el Servicio Meteorológico de Canadá solicitó que se retirara el nombre de un huracán (el primero fue el del huracán Juan en 2003). El huracán también se considera un punto de referencia probable para ciclones futuros en la región, habiendo demostrado a los residentes que no son inmunes a los huracanes y sus impactos. El nombre fue reemplazado por Ian y se usó por primera vez durante la temporada de 2016.